# Diaphorus coerulescens
Diaphorus coerulescens är en tvåvingeart som först beskrevs av Friedrich Hermann Loew 1857.  Diaphorus coerulescens ingår i släktet Diaphorus och familjen styltflugor. Inga underarter finns listade i Catalogue of Life.